# Zeta Cassiopeidy
zeta Cassiopeidy (ζ Cassiopeidy, ZCS, dawniej χ Cassiopeidy Lipcowe, JCC) – rój meteorów aktywny od 13 lipca do 17 lipca, odkryty przez polskich astronomów. Jego radiant znajduje się w gwiazdozbiorze Kasjopei. Maksimum roju przypada na 15 lipca. Meteory z tego roju osiągają prędkość 57,4 km/s.

## Odkrycie
Pierwsze doniesienia o lipcowej aktywności roju z radiantem w gwiazdozbiorze Kasjopei pochodzą od obserwatorów Pracowni Komet i Meteorów. Dane z lat 1996-2000 pokazywały aktywność na poziomie 2-3 meteorów na godzinę w okolicach 13 lipca. Obserwacje wizualne były jednak zbyt mało dokładne, aby odróżnić nowy rój od Perseidów, stąd nazywane one były wczesnymi Perseidami.
W trakcie letniego obozu astronomicznego Pracowni Komet i Meteorów odbywającego się w Stacji Obserwacyjnej Obserwatorium Astronomicznego UW w Ostrowiku, nad ranem 15 lipca 2005 roku kamery wideo zarejestrowały mały wybuch aktywności meteorów. Astronomowie jednak początkowo zignorowali to zjawisko, ponieważ własności meteorów bardzo przypominały własności Perseidów, które właśnie rozpoczynały swoją aktywność.
W 2010 roku japońscy astronomowie opublikowali liczącą 67 tys. pozycji bazę meteorów zarejestrowanych w ramach ich własnej sieci bolidowej.
Przemysław Żołądek i Mariusz Wiśniewski z polskiej Pracowni Komet i Meteorów połączyli bazę własnych obserwacji z bazami udostępnionymi przez Japończyków oraz International Meteor Organization. Zaobserwowali oni coroczną prawidłowość roju o parametrach podobnych do Perseidów, ale na tyle różnych, że można było mówić o osobnym roju. Rój został wpisany na oficjalną listę IAU (tzw. listę roboczą), w celu lepszego wyznaczenia parametrów orbity oraz znalezienia ciała macierzystego. Rój został niezależnie odkryty przez Chorwacką Sieć Bolidową.